# Tikehau
Tikehau er en koralatol beliggende ca. 12 km vest for Rangiroa og 35 km øst for Mataiva i den nordlige del af Tuamotu øgruppen i Fransk Polynesien. Atollens lagune er oval og 27 km lang og 19 km bred og omgivet af et næsten sammenhængende koralrev. Lagunen har et meget rigt, marint liv, som bl.a. er blevet studeret af Jacques-Yves Cousteau.
Tikehaus hovedby hedder Tuherahera, og øens nuværende indbyggerantal er 407.
Tikehau blev opdaget 25. april 1816 af den russiske sømand Otto von Kotzebue.
- Wikimedia Commons har flere filer relateret til Tikehau